# Branimir Gušić
Branimir Gušić, punim imenom Branimir Franjo Ferdinand Gušić (Zagreb, 6. travnja 1901. – Zagreb, 6. srpnja 1975.), hrvatski otorinolaringolog, antropogeograf, etnolog i planinar iz plemićke obitelji Gusića, koja je stekla barunstvo 1701. godine.

## Životopis
Rodio se u staroj plemićkoj obitelji od oca, baruna Ferdinanda Pavla Gušića i majke Jelke Vrbanić. Imao je brata, baruna Janka Gušića i sestre, barunice Mariju Ceciliju i Doru. Godine 1920. završio je Klasičnu gimanziju u Zagrebu, nakon čega je studirao medicinu na Medicinskom fakultetu u Zagrebu te istodobno povijest i geografiju na Filozofskom fakultetu, također u Zagrebu. Medicinski fakultet je završio 1926. godine, a Filozofski tri godine kasnije antropogeografskom disertacijom Geneza i elementi mljetske seljačke kuće.
Zaposlio se još 1927. godine u klinici za uho, grlo i nos, gdje je započeo specijalizaciju iz otorinolaringologije, koju je nastavio u Pragu i Beču. Godine 1938. postao je docent na Medicinskom fakultetu, a daljnje napredovanje zaustavili su njegovi politički afiniteti. Godine 1941. dobio je otkaz na klinici zbog svojih antifašističkih uvjerenja, da bi sljedeće godine bio uhićen i nakon jedanaest mjeseci zatvora bio odveden na prisilni rad u Njemačkoj. Nešto kasnije bio je interniran kao liječnik gradske klinike u Beču.
Po završetku Drugog svjetskog rata 1945. godine, vratio se u Zagreb gdje je postao redoviti profesor Medicinskog fakulteta i predstojnik Klinike za uho, nos i grlo, koju će voditi do umirovljenja 1971. godine.

## Znanstveni rad i istraživanja
U razdoblju između dvaju svjetskih ratova, provodio je terensko istraživanje endemskog sifilisa u Bosni, Kosovu i Sandžaku. U svojim je radovima, kao antropogeograf i etnograf, istraživao o odnosu geografske okoline na patologiju određenih etnoloških skupina, napose , napose gorštaka stočara u krškim područjima (Velebit, Lika, Durmitor, Prokletije) čim je postao osnivačem naše medicinske geografije.
Sa suprugom Marijanom, etnologinjom, istraživao je Dinarske planine, Durmitor i Prokletije proučavajući antropogeografske i nozogeografske prilike te prikupljajući materijal za zagrebački Etnografski muzej. Posebice ga je zaokupljao život gorštaka stočara u krškim područjima, sezonske migracije i etnogeneza.
Bio je planinar i 1924. godine suosnivač Hrvatskoga turističkoga kluba "Sljeme" i neko vrijeme njegov predsjednik. Godine 1948. postao je prvi predsjednik Planinarskog saveza Hrvatske i Planinarskog društva "Zagreb". Bio je aktivist za zaštitu prirode i čovjekova okoliša. Njegovom su zaslugom Velika Paklenica, Rožanski i Hajdučki kuk u Velebitu i najzapadniji dio otoka Mljeta proglašeni nacionalnim parkovima. Osim toga, bavio se i zaštitom Plitvičkih jezera, a ujedno se zanimao za povijest Like i Ravnih kotara.

## Obiteljski život
Oženio se etnologinjom, muzikologinjom i planinarkom Marijanom Henneberg (1901. – 1987.) s kojom je imao sina Ivana Gušića, hrvatskog geologa.

## Vanjske poveznice
- Branimir Gušić – Hrvatska enciklopedija
- Branimir Gušić – Hrvatski biografski leksikon